# Eryngium marginatum
Eryngium marginatum är en flockblommig växtart som beskrevs av Johann Baptist Emanuel Pohl och Ignatz Urban. Eryngium marginatum ingår i släktet martornar, och familjen flockblommiga växter. Inga underarter finns listade i Catalogue of Life.